# 2003 يو آر 19 (كويكب)
2003 يو أر 19 (ويعرف أيضًا باسم (115485) 2003 يو أر 19 وفق تسمية الكوكب الصغير) (بالإنجليزية: 2003 UR19)‏ هو كويكب ضمن حزام الكويكبات؛ وترتيبه 115485 من حيث الاكتشاف.
اكتُشف هذا الجُرم الفلكي بواسطة جيمس ويتني يونغ في 22 أكتوبر 2003.

## وصلات خارجية
- 2003 يو آر 19 (كويكب) في قاعدة بيانات مختبر الدفع النفاث لأجرام النظام الشمسي الصغيرة

- الاكتشاف · مخطط المدار ·  العناصر المدارية · المعلمات المادية

- 2003 يو آر 19 (كويكب) على موقع ويكي سكاي: DSS2, SDSS, GALEX, IRAS, Hydrogen α, X-Ray, Astrophoto, Sky Map, Articles and images